# Grigorij Baklanov
Grigorij Jakovlevič Baklanov (rusky Григо́рий Я́ковлевич Бакла́нов, 11. září 1923 Voroněž – 23. prosince 2009 Moskva) byl ruský spisovatel a filmový scenárista. Narodil se v židovské rodině jako Grigorij Fridman, příjmení Baklanov používal od roku 1952. Od roku 1942 byl členem komunistické strany.

## Život
Za druhé světové války narukoval jako dobrovolník k dělostřelectvu a bojoval v řadách Jihozápadního frontu. V roce 1943 byl nedaleko Záporoží raněn. V roce 1945 obdržel Řád rudé hvězdy. Jeho starší bratr ve válce padl.
V roce 1951 absolvoval Gorkého literární institut a otiskl první povídku v časopise Kresťjanka, v roce 1956 byl přijat do Svazu spisovatelů SSSR a o rok později mu vyšla první kniha. Psal o svých zkušenostech z války, byl představitelem proudu nazývaného „poručická próza“, zaměřeného na individuální osudy mladých řadových vojáků. V roce 1965 napsal román Červenec 1941, která kvůli kritice stalinských čistek ve vedení armády mohla vyjít až o čtrnáct let později. Je autorem scénářů k filmům Chvějící se země a Bylo to v máji, jeho knihy vyšly ve 36 zemích. V roce 1982 mu byla udělena Státní cena SSSR.
V roce 1986 se stal šéfredaktorem časopisu Znamja. Publikoval v něm dlouho zakázaná díla, hlásil se k politice glasnosti a vyzýval ke stažení sovětské armády z Afghánistánu. Angažoval se v organizaci Memorial, v roce 1993 byl jedním ze signatářů Dopisu čtyřiceti dvou na podporu politických a hospodářských reforem. V letech 1996 až 2001 byl členem rady ruského prezidenta pro kulturu.

## Dílo
- Píď země
- Červenec 1941
- Navždy jim bude devatenáct
- …neb mrtvi jsouce hanby nedojdeme
- Nejmenší z bratří